# Acamas (zoon van Eussorus)
Acamas (Oudgrieks: Ἀκάμας, Akámas) was de aanvoerder van de Trojanen te hulp gekomen Thraciërs, zoon van Eussorus.
Hij leidde samen met zijn vriend Peirus een contingent Thracische strijders in de Trojaanse oorlog. Hij stond beroemd om zijn dapperheid en snelheid. Hij werd door Ajax, Telamons zoon, gedood. Bij Dictys Cretensis stierf hij door de hand van Idomeneus.

## Referentie
- art. Acamas (2), in F. Lübker - trad. ed. J.D. Van Hoëvell, Classisch Woordenboek van Kunsten en Wetenschappen, Rotterdam, 1857, p. 3.